# Silvestre Varela
Silvestre Varela vagy teljes nevén Silvestre Manuel Gonçalves Varela (Almada, 1985. február 2. –) portugál válogatott labdarúgó, jelenleg a Porto játékosa. Posztját tekintve szélső középpályás.

## Pályafutása

### Klubcsapatokban
Labdarúgó pályafutását a Sporting utánpótláscsapataiban kezdte. 2004 és 2008 között volt a Sporting felnőtt csapatának játékosa, de több alkalommal is kölcsönadták.
Először a Casa Pia AC csapatához került (2004–2005). A 2005–2006-os idényben visszament a Sportinghoz, de mindössze két alkalommal szerepelt az első csapatban. Ismét kölcsönbe került, ezúttal a Vitória Setúbal együtteséhez (2006–2007). A 2007–2008-as szezonban a spanyol Recreativo lett az új csapata. 2008 júliusában elhagyta a Sportingot és az Estrela da Amadoraba igazolt.
2009 nyarán a Porto igazolta le. Első szezonjában második helyen végzett a házi góllövőlistán a kolumbiai csatár Radamel Falcao mögött.
A Portoval sikerült megnyernie az Európa ligát 2011-ben.

### Válogatott
A portugál válogatottban 2010. március 3-án egy Kína elleni barátságos mérkőzésen mutatkozott be, amit 2–0-ra megnyertek. Első válogatottbeli gólját 2011. március 26-án szerezte Chile ellen.
Az Európa-bajnoki keretszűkítést követően a szövetségi kapitány Paulo Bento nevezte őt a 2012-es Eb-re készülő 23 fős keretébe.
A Raúl Meirelestől kapott passz után ő állította be a 3–2-es végeredményt a Dánia elleni csoportmérkőzésen a 87. percben.

## Sikerei, díjai
Porto
- Európa-liga: 2010–11
- Primeira Liga: 2010-11, 2011-12
- Taça de Portugal: 2009–10, 2010–11
- Supertaça Cândido de Oliveira: 2009, 2010, 2011
- UEFA-szuperkupa: második hely; 2011